# 蛾号炮艇
蛾號炮艇（HMS Moth）是英國海軍的昆蟲級砲艇之一，於1916年服役。曾在第二次世界大戰中活躍於中東、白海和遠東。在太平洋戰爭中被英軍鑿沉於港口，後來日軍將其打撈修復，並再次使用，更名为須磨（すま）。這是第二艘使用「須磨」命名的日本軍艦。也是日本使用過最大的炮艇。本艦持續於戰場中保持活躍，直到1945年於長江被水雷擊沉。

## 舰历

### 英国皇家海军服役期间
蛾号炮艇在1916年被派往中东的美索不达米亚地區。1919年被分配到北海地区。1920年调遣至中国。
1941年12月，蛾号与同级舰蝉号（HMS Cicala）一起被编入在香港的远东舰队。
1941年12月8日，在香港保衞戰中。蛾号和蝉号均被日本陸軍飛行戰隊空袭。蛾号此时正在码头中修理，但因日军不斷逼近，為防止日軍俘獲軍艦，英军于12月12日将其鑿沉。

### 日本海军服役期间
日军派出海军第二工作部到香港对蛾号进行勘察，确定还有修复可能性后，于1942年7月1日将其打捞、修缮，且更名为须磨。
该舰再次服役后，由旭龍雄少佐（海军兵学校第53期）担任舰长，并配属到中國方面舰队第二遣支舰队。因其武装与设备不够完善，于1942年7月20日航行到上海进行改装工程。改装包括武器的强化、舰桥扩大和运输舱及通风管道的增设等。在10月3日完成改裝。
须磨多次参与日军在长江流域的巡逻警戒任务。於1945年3月19日，在江陰市附近触雷沉没，同年5月10日被除籍。